# Savannah Graybill
Savannah Graybill (Denver, 25 april 1988) is een Amerikaans voormalig skeletonster.

## Carrière
Graybill speelde op college hockey samen met landgenote Megan Henry. Graybill maakte haar wereldbekerdebuut in het seizoen 2014/15 waar ze 15e werd. Ze evenaarde dat resultaat in het seizoen 2018/19 en met een 14e plaats in 2019/20 deed ze zelfs beter.
Ze nam in 2017 deel aan het wereldkampioenschap waar ze 16e werd. In 2018 werd ze individueel 8e en won brons in de landenwedstrijd.
Op 26 juli 2022 maakte ze bekend te stoppen als atleet.

## Resultaten

### Wereldkampioenschappen
| Jaar | Plaats    | Resultaat                            |
| ---- | --------- | ------------------------------------ |
| 2017 | Königssee | 16e Individueel 11e Landencompetitie |
| 2019 | Whistler  | 8e Individueel · Landenwedstrijd     |
| 2020 | Altenberg | 20e Individueel                      |

### Wereldbeker
Eindklasseringen
| Seizoen   | Rang |
| --------- | ---- |
| 2014/2015 | 15e  |
| 2015/2016 | /    |
| 2016/2017 | 25e  |
| 2017/2018 | 20e  |
| 2018/2019 | 15e  |
| 2019/2020 | 14e  |